# Euhalidaya valparadisi
Euhalidaya valparadisi là một loài ruồi trong họ Tachinidae.